# ساترداي نايت فوت بول ( برنامج تلفزيوني بريطاني)
ساترداي نايت فوت بول ( بالإنجليزية: Saturday Night Football ؛ إختصاراً: SNF) هو برنامج تلفزيوني لكرة القدم على قناة سكاي سبورتس يبث مباراة كرة القدم من الدوري الإنجليزي الممتاز على الهواء مباشرة. قدم البرنامج في الأصل ديفيد جونز جنبًا إلى جنب مع جيمي ريدناب، أمام جمهورالاستوديو المباشر. استمر البرنامج من بداية موسم 2013-2014 إلى نهاية موسم 2015-2016. ومن موسم 2019-2020 وهو أحد برامج الدوري الإنجليزي الممتاز الثلاثة التي بثتها قناة سكاي سبورتس في ذلك الوقت، جنبًا إلى جنب لبرنامج سوبر سانداي و برنامج مونداي نايت فوت بول.
انتهى البرنامج في نهاية موسم 2015-2016، قبل بدء صفقة بث الدوري الإنجليزي الممتاز الجديد بين قناة سكاي سبورتس وبي تي سبورت، والتي شهدت استحواذ  بي تي سبورت على حقوق انطلاق المباراة في الساعة 5:30 مساءً في  برنامج ساترداي نايت فوت بول.
اعتبارًا من بداية موسم 2019-2020، و في هذه الفترة الزمنية استعادت قناة سكاي سبورتس حقوق البرنامج  مع كيلي كيتس من أرض الملعب بدلاً من الاستوديو.

## التنسيق الأصلي
بدأ البرنامج في الساعة 5:00 مساءً (4:45 مساءً خلال موسم 2014-2015) مع مناقشة ديفيد جونز وجيمي ريدناب لنتائج المباراة لذلك اليوم و بث المباراة مباشرةً. تضمن البرنامج استخدام لوحة سكاي باد، المستخدمة أيضًا في برنامج مونداي نايت فوت بول، لتحليل المباراة وأيضاً اتاحة المجال للجمهورالاستوديو لطرح أي أسئلة تتعلق بالمباراة.
بعد انتهاء المباراة المباشرة، يتبع برنامج يسلط الضوء على أبرزأحداث المباراة في الساعة 8:00 مساءً تقدمه سارة جين مي يبث هذا البرنامج إعادة كاملة لأفضل مباراة من الساعة 3:00 مساءً. بينما في الساعة 10:00 مساءً يتم بث خاصية اختيار المباراة حيث يسمح للمشاهد بمشاهدة إعادة أي من مباريات في ذلك اليوم عبرالزرالأحمرمن جهاز التحكم للتلفاز، بصرف النظرعن حقوق شركة بي تي سبورت لها في الساعة 12:45 ظهرًا.

## التنسيق القائم
يبدأ البرنامج الساعة 5:00 مساءً مع كيلي كيتس تغطية من على أرض الملعب جنبًا إلى جنب مع نقاد سكاي سبورتس وضيوف آخرين. بعد انتهاء المباراة، عادة ما يأتي المعلق المشارك لينضم إلى كيلي كيتس وفريق الخبراء لتحليل المباراة.
بمجرد انتهاء التغطية، يكون برنامج جيم أوف ذا داي هو البرنامج التالي في كل أسبوع على الهواء الساعة 8:30 مساءً. بالإضافة إلى خاصية إعادة تشغيل 90 دقيقة كاملة لليوم المحدد للمبارايات من الساعة 3:00 مساءً. ثم يتبع اختيارالمباراة من الساعة 10:00 مساءً مع إمكانية اختيارالأحداث البارزة، عبرالزرالأحمر لكل مباراة في الدوري الإنجليزي الممتاز يتم لعبها في ذلك اليوم، باستثناء المباراة التي بثتها قناة بي تي سبورت في الساعة 12:30 ظهرًا.